# 竞技场圣尼各老堂 (维罗纳)
竞技场圣尼各老堂（Chiesa di San Nicolò all'Arena）是一座罗马天主教教堂，位于意大利北部威尼托大区城市维罗纳的历史中心。供奉圣尼各老。它靠近保存完好的维罗纳圆形竞技场，这是一座建于公元1世纪的罗马露天剧场。现在的巴洛克建筑建于1627年至1683年，位于早期罗马式建筑的遗址（自12世纪或更早时期就存在）上。教堂的立面仍然不完整，直到20世纪50年代，将圣巴斯弟盎堂（San Sebastiano, Verona）的新古典主义立面，搬迁到圣尼各老堂，因为原教堂在二战期间被摧毁。

## 历史

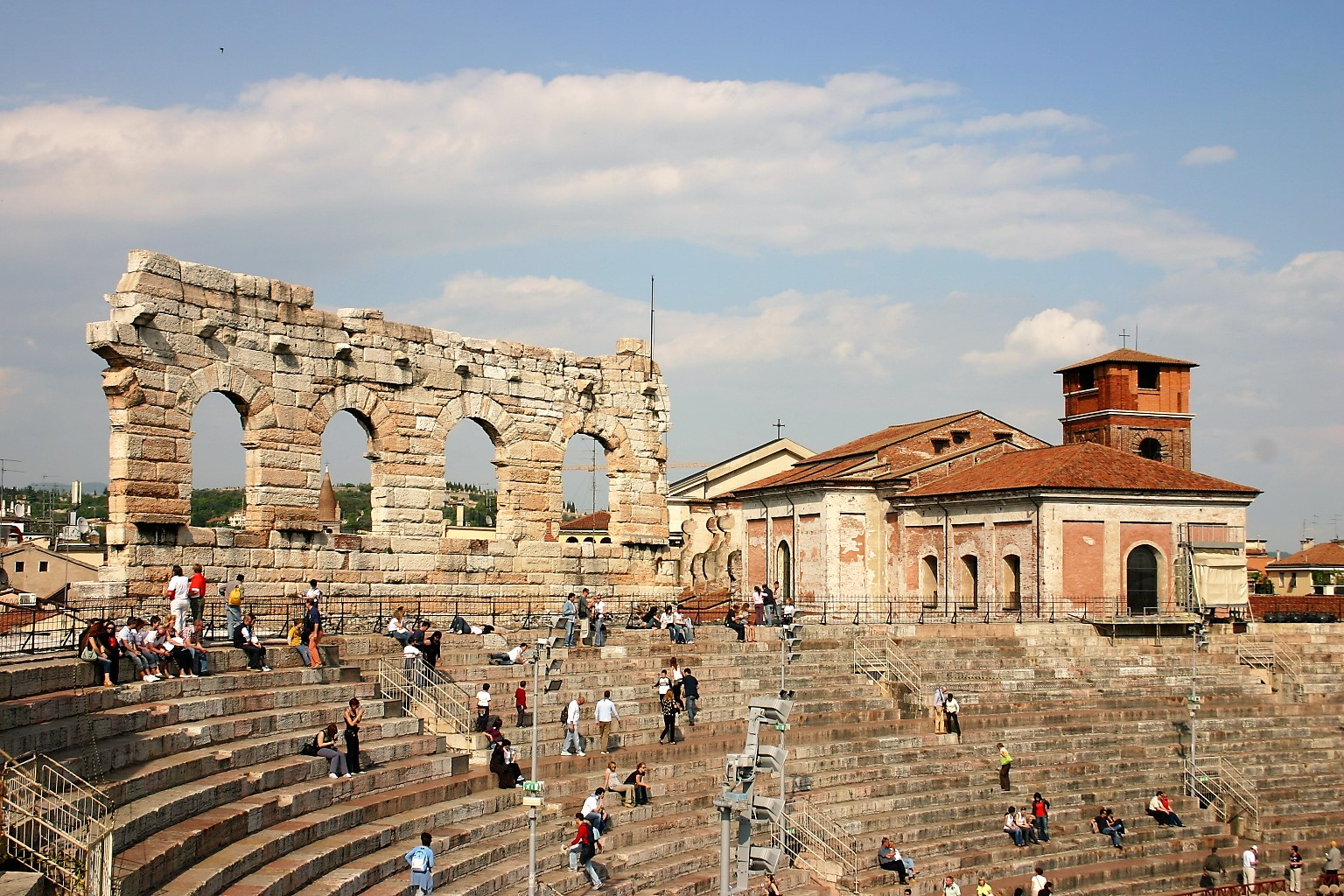
教堂后部

对圣尼各老堂已知最早的记载是在12世纪，当时已有一座罗马式建筑。它得名于附近的罗马维罗纳圆形竞技场，据信在1336年成为本堂区教堂。1519年，在建筑内发现了一些殉道者的圣髑。。
1598年，神职界修会（Theatines）收购了教堂和周边地区，计划重建教堂，并建造一座修道院。1603年，它不再是一个堂区教堂。重建开始于1627年3月21日，由建筑师莱利奥·佩莱西纳设计，1630年拆除了罗马式教堂，但在那一年，工程因黑死病爆发而中断。瘟疫结束后，教堂内建造了一个献给基督救赎主的墓穴，以纪念祂从疫情中救人。墓穴于1631年3月15日开工建设，于1640年完工。教堂本身在1683年完工，虽然规划中的圆顶从未建成，立面上的石材砌面也没有安装。1697年，伯多禄·列奥尼主教为其祝圣。

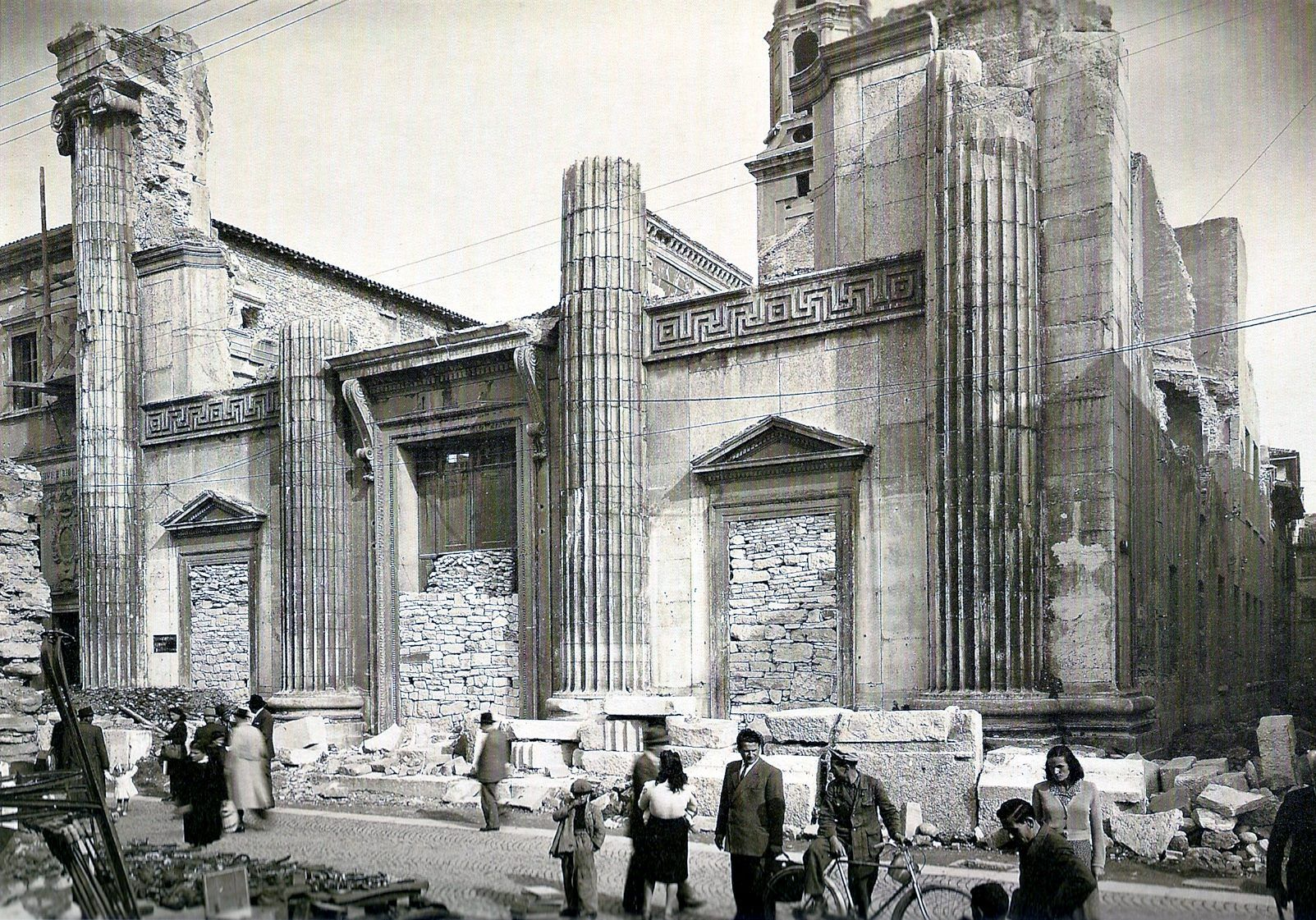
1946年，圣巴斯弟盎堂的废墟，后来其立面迁移到圣尼各老堂

1806年，在拿破仑统治期间，神职界修会被逐出教堂。1810年，它再次成为本堂区教堂。直到20世纪中叶，立面仍然不完整，于是在1951年至1953年，将在第二次世界大战期间被炸成废墟的圣巴斯弟盎堂（San Sebastiano, Verona）的立面，拆卸搬迁到圣尼各老堂新址。圣巴斯弟盎堂的立面由建筑师朱塞佩·巴比里完成于1830年。在搬迁期间，对立面进行了一些更改，以适应圣尼各老堂较大的尺寸，包括建造混凝土龛楣。
1998年和1999年，在建筑师奥雷斯特·瓦尔迪诺西的指导下，进行了中殿和耳堂的修复工作。2001年，建筑师保拉·博戈尼在侧门处增加了一个坡道，以改善无障碍环境。2001年至2002年，建筑师马西米利亚诺·瓦尔迪诺西对内部地板进行了修复，2012年至2015年间，建筑师乔瓦尼·卡斯蒂格里奥尼对教堂的内部和外部进行了加固和修复。

## 建筑

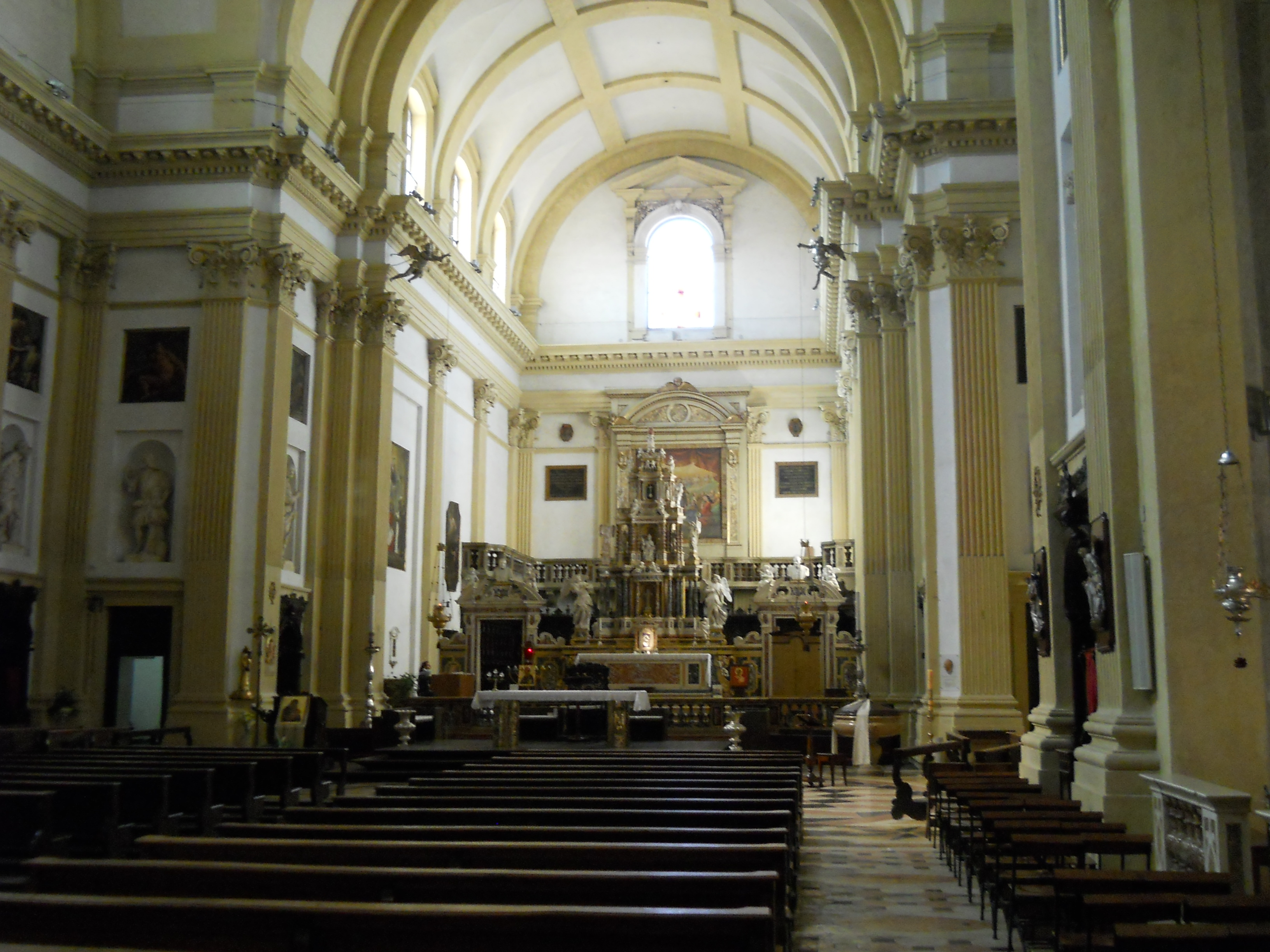
内部和祭衣间

现在的教堂为巴洛克风格，而改建的立面是新古典主义建筑。后者有四根带凹槽饰纹的爱奥尼柱式的巨柱，支撑着三角形龛楣。正门位于中心，上方有一行铭文“全能的主，纪念圣尼各老主教”(D.O.M. IN HONOREM S. NICOLAI EPISCOPI）。两个小门上方是三角楣饰，再上方的壁龛装饰有花綵。
这座教堂用砖石建造，十字平面，只有一个中殿，两侧有若干小堂，耳堂很短，而祭衣间很深。其中一个小堂的祭坛画是安东尼奥·巴莱斯特拉的《圣若翰洗者在旷野》。
祭衣间下面有一个墓穴，有三个中殿，有桶形拱頂，由一排排由柱子支撑的低拱门隔开。钟楼位于祭衣间附近的建筑后部，非常低矮，而且没有完成，因为一个大钟楼会对附近的竞技场有负面的视觉影响。
该堂原计划要建造穹顶，但从未实现，只是在平坦的天花板上，使用视觉陷阱手法模拟了一个穹顶。